# Conferência Internacional de Partidos e Organizações Marxistas-Leninistas (Maoista)
A Conferência Internacional de Partidos e Organizações Marxistas-Leninistas (Maoista), sigla (CIPOML-M) foi uma organização internacional de partidos comunistas aderentes ao Pensamento Mao Zedong.
A organização foi fundada em 1998 pelo Partido Marxista-Leninista da Alemanha. Até seu fim em 2017, as organizações membro se encontravam a cada dois ou três anos. Certas organizações que vieram a participar da CIPOML-M participavam anteriormente da organização internacional MRI, e a deixaram por se opor à mudança de orientação de Pensamento Mao Zedong para Marxismo-Leninismo-Maoismo como resultado de debates internos liderados pelo Sendero Luminoso. Após o fim da CIPOML-M, muitos partidos migraram para a heterogênea ICOR.
A organização era chamada também de Conferência Internacional de Partidos e Organizações Marxistas-Leninistas (International Newsletter), visando diferenciar-se da organização Hoxhaista Conferência Internacional de Partidos e Organizações Marxistas-Leninistas (Unidade e Luta).

## Partidos e Organizações membros
| Continente       | País                 | Partido ou Organização |
| ---------------- | -------------------- | --- |
| Ásia             | Afeganistão          | Organização Marxista-Leninista do Afeganistão                                                                              |
| Ásia             | Bangladesh           | Partido dos Trabalhadores do Bangladesh                                                                                    |
| Ásia             | Índia                | Partido Comunista da India (Marxista-Leninista) Janashakti Partido Comunista da India (Marxista-Leninista) Nova Democracia |
| Ásia             | Japão                | Liga Comunista Japonesa |
| Ásia             | Turquia              | Partido Comunista da Turquia/Marxista-Leninista                                                                            |
| Ásia             | Filipinas            | Partido Comunista das Filipinas                                                                                            |
| Europa           | França               | Organização Comunista Marxista-Leninista - Caminho Proletário                                                              |
| Europa           | Alemanha             | Partido Marxista-Leninista da Alemanha                                                                                     |
| Europa           | Grécia               | Organização Comunista da Grécia                                                                                            |
| Europa           | Luxemburgo           | Organização Comunista de Luxemburgo                                                                                        |
| Europa           | Países Baixos        | Grupo de Marxistas-Leninistas/Amanhecer Vermelho                                                                           |
| Europa           | Noruega              | Partido Comunista dos Trabalhadores (AKP)                                                                                  |
| América Latina   | Argentina            | Partido Comunista Revolucionário da Argentina                                                                              |
| América Latina   | República Dominicana | Partido Comunista (Marxista-Leninista)                                                                                     |
| América Latina   | Paraguai             | Movimento Popular Revolucionário Paraguay Pyahura                                                                          |
| América Latina   | Peru                 | Instituto Amaru |
| América Latina   | Uruguai              | Partido Comunista Revolucionário (Uruguai)                                                                                 |
| América do Norte | Estados Unidos       | Grupo Ray O. Light |